# Taopi, Minnesota
Taopi, Minnesota (енгл. Taopi) град је у америчкој савезној држави Минесота.

## Демографија
По попису из 2010. године број становника је 58, што је 35 (-37,6%) становника мање него 2000. године.
| Група             | 2000.       | 2010.       |
| Белци             | 93 (100,0%) | 58 (100,0%) |
| Афроамериканци    | 0 (0,0%)    | 0 (0,0%)    |
| Азијати           | 0 (0,0%)    | 0 (0,0%)    |
| Хиспаноамериканци | 0 (0,0%)    | 0 (0,0%)    |
| Укупно            | 93          | 58          |